# Константинос Хараламбидис
Константинос Хараламбидис (на гръцки: Κωνσταντίνος Χαραλαμπίδης) е кипърски футболист, полузащитник, който играе за АЕК Ларнака.

## Кариера
Хараламбидис е юноша на АПОЕЛ. За първия отбор играе от сезон 1998/99 до 2004/05. През това време печели две титли, една купа и две суперкупи. Участва в 121 официални срещи и вкарва 25 гола. През 2004 г. подписва договор за две години и половина с гръцкия Панатинайкос. До 2007 г., когато изтича договорът му има 44 мача за зелените. През последните 6 месеца от престоя си в Гърция играе като преотстъпен в ПАОК. През лятото на 2007 г. е на проби в английския Кардиф Сити, но до договор не се стига и той се присъединява към германския Карл Цайс Йена, който тогава се състезава във Втора Бундеслига. През първата половина на сезон 2007/08 е титуляр, но през януари Хараламбидис и изпадащият му отбор прекратяват неговия контракт. Не след дълго, на 27 януари 2008 г. се завръща в АПОЕЛ с 4-годишен договор. През 2008 г. печели купата и суперкупата. Взима участие и в пет мача от груповата фаза на Шампионска лига през сезон 2009/10. През 2011/12 достига четвъртфинал в турнира. На следващата година печели петата си титла с АПОЕЛ, а през 2013/14 играе в групите на Лига Европа и печели требъл. През сезон 2014/15 взима участие само в един мач от Шампионската лига, загубата с 0:1 от Барселона Ноу Камп. На 1 юни 2016 г. подписва двугодишен договор с АЕК Ларнака.

### Национален отбор
Капитан е на националния отбор на Кипър. Вкарва два гола при победата с 5:2 над Република Ирландия през октомври 2006 г. в квалификация за Евро 2008. През октомври 2009 г. отбелязва две попадения във вратата на България в световна квалификация, завършила 4:1.

## Отличия

### АПОЕЛ
- Кипърска първа дивизия (8): 2001/02, 2003/04, 2008/09, 2010/11, 2012/13, 2013/14, 2014/15, 2015/16
- Носител на Купата на Кипър (4): 1999, 2008, 2014, 2015[10]
- Носител на Суперкупата на Кипър (6): 2002, 2004, 2008, 2009, 2011, 2013